# Ralph Tyrrell Rockafellar

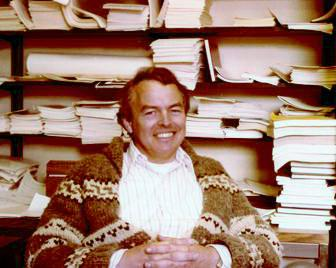
Rockafellar 1977

Ralph Tyrrell Rockafellar, genannt Terry, (* 10. Februar 1935 in Milwaukee) ist ein US-amerikanischer Mathematiker.

## Ausbildung und Karriere
Rockafellar machte 1957 seinen Bachelorabschluss in Mathematik summa cum laude an der Harvard University, war 1957/58 als Fulbright-Stipendiat an der Universität Bonn und wurde 1963 bei Garrett Birkhoff in Harvard promoviert (Convex functions and dual extremum problems). Ab 1963 war er Assistant Professor an der University of Texas at Austin und ab 1966 Associate Professor und ab 1971 Professor an der University of Washington in Seattle. 2003 emeritierte er und war Adjunct Professor an der University of Florida in Gainesville.
Er war Gastwissenschaftler an der Universität Kopenhagen (1964), Gastprofessor an der Princeton University (1965/66), der University of Colorado (1978), der Universität Grenoble (1973/74), in Pisa (1991), Paris-Dauphine (1996), Pau (1997) und am IIASA in Laxenburg bei Wien (1980/81). 1992 war er John von Neumann Lecturer,
Er ist sehr entfernt mit den Finanzmagnaten Rockefeller verwandt. Rockafellar ist seit 1964 verheiratet und hat drei Kinder.

## Forschung
Er befasst sich mit Optimierung, Variational Analysis (insbesondere nichtdifferenzierbare und mengenwertige Analysis, nicht zu verwechseln mit Variationsrechnung) und konvexer Analysis mit Anwendungen in stochastischer Optimierung, Kontrolltheorie, Ökonomie, Finanzmathematik.
1973 bis 1978 war er Herausgeber des SIAM Journal on Control and Optimization, 1990 bis 1995 des SIAM Journal on Optimization und er war ab 1993 Mitherausgeber von Convex Analysis.

## Preise und Auszeichnungen
- 1997: Frederick-W.-Lanchester-Preis[3]
- 1982: George-B.-Dantzig-Preis
- 1999: John-von-Neumann-Theorie-Preis

Rockafellar ist außerdem Ehrendoktor der Universität Groningen (1984), der Universität Montpellier (1995), der Universität von Chile (1998) und der Universität Alicante (2000).

## Schriften (Auswahl)
- Convex Analysis (= Princeton Landmarks in Mathematics and Physics. Band 30). Princeton University Press, Princeton 1970, ISBN 0-691-08069-0, doi:10.1515/97814008731738.
- Mit Asen Dontchev Implicit functions and solution mappings: a view from variational analysis, Springer Verlag 2009
- Mit Roger J.-B. Wets: Variational Analysis (= Grundlehren der mathematischen Wissenschaften. Band 317). Springer, Heidelberg / London / New York 1998, ISBN 978-3-540-62772-2, doi:10.1007/978-3-642-02431-3 (Corrected 3rd Printing 2009).
- The theory of subgradients and its applications to problems of optimization : convex and nonconvex functions, Berlin, Heldermann 1981 (französische Ausgabe Presse de l´Université de Montreal 1979)
- Network flows and monotropic optimization, Wiley 1984
- Conjugate duality and optimization, SIAM 1974
- Montone processes of convex and concave type, American Mathematical Society 1967